# Thanasi Kokkinakis
Thanasi Kokkinakis, właś. Athanasios Kokkinakis (ur. 10 kwietnia 1996 w Adelaide) – australijski tenisista pochodzenia greckiego, triumfator Australian Open 2022 w grze podwójnej, reprezentant w Pucharze Davisa, olimpijczyk z Rio de Janeiro (2016).

## Kariera tenisowa

### Kariera zawodowa
Na początku sezonu 2013 Thanasi Kokkinakis zagrał w zawodach Pucharu Hopmana. Pierwotnie miał wystąpić w roli rezerwowego reprezentacji Australii, który wziąłby udział w turnieju w przypadku niemożności gry przez Bernarda Tomicia. W trakcie rozgrywek został jednak poproszony o zastąpienie kontuzjowanych zawodników pochodzących z innych krajów. Dnia 3 stycznia miał zagrać zamiast Amerykanina Johna Isnera w pojedynku z Hiszpanią. Jego przeciwnikiem singlowym był Fernando Verdasco, z którym przegrał wynikiem 6:7(4), 3:6. W rywalizacji gry mieszanej wystąpił razem z Venus Williams, lecz mikst ten uległ parze Medina Garrigues–Verdasco 1:6, 3:6. Następnego dnia Australijczyka zaproszono do udziału w meczu mikstowym razem z Niemką Tatjaną Malek, gdyż jej partner, Tommy Haas, uległ kontuzji tuż przed tym spotkaniem. W konfrontacji z serbską parą Ivanović–Đoković przegrali wynikiem 2:6, 5:7. Po tych zawodach brał udział w kwalifikacjach do wielkoszlemowego Australian Open, ale odpadł w 1. rundzie po porażce ze Steve’em Johnsonem 4:6, 7:6(5), 15:17. W zawodach gry podwójnej osiągnął 1. rundę zawodów.
W sezonie 2014 przeszedł przez kwalifikacje zawodów w Brisbane, następnie ulegając w 1. rundzie Lleytonowi Hewittowi. W grze podwójnej awansował do ćwierćfinału. W grze pojedynczej na Australian Open, gdzie występował z dziką kartą, przegrał w 2. rundzie z Rafaelem Nadalem, a w zawodach gry podwójnej i mieszanej osiągnął 1. rundę. W Marsylii, Toronto i Szanghaju przegrał w 1 meczu, a w Shenzhen w 2. Nie przebrnął przez kwalifikacje do French Open i US Open. Australijczyk tym sezonie w Pucharze Davisa w meczu grupy światowej przeciwko Francji, przegrywając 4:6, 1:6 z Julienem Benneteau
W sezonie 2015 Kokkinakis osiągnął 2. rundę singla i półfinał debla w Brisbane. W Australian Open pokonał w 1. rundzie rozstawionego Ernestsa Gulbisa, a następnie uległ Samowi Grothowi. W deblu nie wygrał meczu. Startując w Pucharze Davisa awansował z reprezentacją do półfinału, w którym Australia odpadła z Wielką Brytanią. W edycji turnieju 2015 o Puchar Davisa zagrał w 4 meczach, wygrywając 2.
Australijczyk przez cały sezon 2016 zmagał się z kontuzją prawego barku. Wystąpił w jednym turnieju, na igrzyskach olimpijskich w Rio de Janeiro, w 1. rundzie przegrywając z Gastão Eliasem.
Na początku stycznia 2017 Kokkinakis wygrał zawody rangi ATP World Tour w Brisbane w konkurencji gry podwójnej, a grał wspólnie z Jordanem Thompsonem. Na początku sierpnia osiągnął pierwszy singlowy finał rozgrywek ATP World Tour, Los Cabos. W półfinale pokonał najwyżej rozstawionego w zawodach Tomáša Berdycha, natomiast w finale poniósł porażkę z Samem Querreyem.
Podczas sezonu 2018 Australijczyk pokonał lidera rankingu singlowego Rogera Federera w 2. rundzie zawodów w Miami. Na początku sierpnia został finalistą gry podwójnej w Los Cabos partnerując Taylorowi Fritzowi.
W 2019 roku osiągnął ćwierćfinał w Los Cabos. Przez część sezonu zmagał się z kontuzjami.
W styczniu 2022 roku jako zawodnik z dziką kartą awansował do finału zawodów singlowych w Adelaide. Pokonał w nim Arthura Rinderknecha 6:7(6), 7:6(5), 6:3, zdobywając swój pierwszy tytuł w grze pojedynczej. W rozgrywkach deblowych podczas Australian Open awansował razem z Nickiem Kyrgiosem do finału, w którym pokonali 7:5, 6:4 debel Matthew Ebden–Max Purcell. Kolejny turniejowy triumf w grze podwójnej wspólnie z Kyrgiosem odnieśli w lipcu w Atlancie, gdzie w ostatnim spotkaniu wygrali 7:6(4), 7:5 z Jasonem Kublerem i Johnem Peersem.
Najwyżej sklasyfikowany w rankingu ATP w singlu był na 69. miejscu (8 czerwca 2015), a w deblu na 15. pozycji (21 listopada 2022).

#### Finały w turniejach ATP Tour
| Legenda                                      |
| -------------------------------------------- |
| Wielki Szlem                                 |
| Igrzyska olimpijskie                         |
| Tennis Masters Cup / ATP Finals              |
| ATP Masters Series / ATP Tour Masters 1000   |
| ATP International Series Gold / ATP Tour 500 |
| ATP International Series / ATP Tour 250      |

##### Gra pojedyncza (1–1)
| Końcowy wynik | Nr | Data             | Turniej   | Nawierzchnia | Przeciwnik         | Wynik finału        |
| ------------- | -- | ---------------- | --------- | ------------ | ------------------ | ------------------- |
| Finalista     | 1. | 6 sierpnia 2017  | Los Cabos | Twarda       | Sam Querrey        | 3:6, 6:3, 2:6       |
| Zwycięzca     | 1. | 15 stycznia 2022 | Adelaide  | Twarda       | Arthur Rinderknech | 6:7(6), 7:6(5), 6:3 |

##### Gra podwójna (3–1)
| Końcowy wynik | Nr | Data             | Turniej                    | Nawierzchnia | Partner         | Przeciwnicy                               | Wynik finału |
| ------------- | -- | ---------------- | -------------------------- | ------------ | --------------- | ----------------------------------------- | ------------ |
| Zwycięzca     | 1. | 8 stycznia 2017  | Brisbane                   | Twarda       | Jordan Thompson | Gilles Müller Sam Querrey                 | 7:6(7), 6:4  |
| Finalista     | 1. | 4 sierpnia 2018  | Los Cabos                  | Twarda       | Taylor Fritz    | Marcelo Arévalo Miguel Ángel Reyes-Varela | 4:6, 4:6     |
| Zwycięzca     | 2. | 29 stycznia 2022 | Australian Open, Melbourne | Twarda       | Nick Kyrgios    | Matthew Ebden Max Purcell                 | 7:5, 6:4     |
| Zwycięzca     | 3. | 31 lipca 2022    | Atlanta                    | Twarda       | Nick Kyrgios    | Jason Kubler John Peers                   | 7:6(4), 7:5  |

### Kariera juniorska
W 2013 roku, jako zawodnik z dziką kartą, doszedł do finału zawodów gry pojedynczej chłopców podczas Australian Open. W meczu mistrzowskim przegrał z Nickiem Kyrgiosem wynikiem 6:7(4), 3:6. Podczas Wimbledonu zwyciężył w rywalizacji deblowej. Razem ze swoim partnerem deblowym, Kyrgiosem, pokonali w finale 6:2, 6:3 parę Enzo Couacaud–Stefano Napolitano. Na US Open awansował do finału rozgrywek singlowych, w których uległ Bornie Ćoriciowi 6:3, 3:6, 1:6.

#### Finały juniorskich turniejów wielkoszlemowych

##### Gra pojedyncza (0–2)
| Końcowy wynik | Nr | Data | Turniej                    | Nawierzchnia | Przeciwnik   | Wynik finału  |
| ------------- | -- | ---- | -------------------------- | ------------ | ------------ | ------------- |
| Finalista     | 1. | 2013 | Australian Open, Melbourne | Twarda       | Nick Kyrgios | 6:7(4), 3:6   |
| Finalista     | 2. | 2013 | US Open, Nowy Jork         | Twarda       | Borna Ćorić  | 6:3, 3:6, 1:6 |

##### Gra podwójna (1–0)
| Końcowy wynik | Nr | Data | Turniej           | Nawierzchnia | Partner      | Przeciwnicy                      | Wynik finału |
| ------------- | -- | ---- | ----------------- | ------------ | ------------ | -------------------------------- | ------------ |
| Zwycięzca     | 1. | 2013 | Wimbledon, Londyn | Trawiasta    | Nick Kyrgios | Enzo Couacaud Stefano Napolitano | 6:2, 6:3     |